# カレン・ストラスマン
カレン・ストラスマン（Karen Strassman、6月5日 - ）は、アメリカ合衆国の女優、声優である。

## 来歴
幼少期から演劇に興味を持ち、20歳の頃にフランスへ留学。心理学を学び、国立高等演劇学校に通っていた。この経験からフランス語も話すことができ、エールフランスやユーロスターの機内アナウンス、ルーヴル美術館やオルセー美術館のオーディオツアーを務めている。

## 出演作品
太字はメインキャラクター。

### テレビアニメ
- るろうに剣心 -明治剣客浪漫譚- (勝逸子)
- GTO (横山美月、泉尚子)
- ちょびっツ
- おねがい☆ティーチャー (江田島このは)
- 高橋留美子劇場 (小暮松子)
- コードギアス 反逆のルルーシュ（紅月カレン）
- テイルズ オブ ファンタジア THE ANIMATION (ミント・アドネード)
- らき☆すた (高良みゆき)
- 天元突破グレンラガン (キヨウ・リットナー)
- あまえないでよっ!! (生稲雛美)
- けいおん! (山中さわ子)
- 半妖の夜叉姫 (三つ目上臈、おばあちゃん）

### 海外アニメ
- ファミリー・ガイ (女の子)
- Winx Club (ネビュラ)
- 獣旋バトル モンスーノ (ビッキー)

### アニメ映画
- 映画 けいおん! (山中さわ子)
- モンスターハンター: レジェンド・オブ・ザ・ギルド (ジェノヴァン、エッビ)

### ゲーム
- エースコンバット5 ジ・アンサング・ウォー (ケイ・永瀬)
- デッド オア アライブ エクストリーム2 (エレナ・ダグラス)
- ペルソナ3 (アイギス、森山夏紀)
- カドゥケウス ニューブラッド (エレナ・サラザール)
- ファイナルファンタジーIV (DS版) (ローザ・ファレル)
- ペルソナ4 (堂島菜々子、イザナミ)
- リーグ・オブ・レジェンド (カシオペア)
- ウルトラストリートファイターIV (ポイズン)
- ファイアーエムブレム ヒーローズ (オリヴィア、ハナ、アンナ)
- ソニック フォース (ルージュ・ザ・バット)
- 名探偵ピカチュウ (ローズ・ミルトン)
- ストリートファイターV (ポイズン)
- ファイアーエムブレム 風花雪月 (アンナ)